# BNP Paribas Poland Open
BNP Paribas Poland Open é o nome comercial dos seguintes torneios de tênis:
- WTA de Gdynia, com única edição, em 2021;[1]
- WTA de Varsóvia, a partir de 2022.[2]